# 楠泰尔省府站
楠泰尔省府站，是法国的一个铁路车站，位于法国城市楠泰尔，因靠近上塞纳省的省政府所在地而得名。属于第三收费区（法語：Zone 3）

## 位置
楠泰尔省府站位于楠泰尔市区内，是一个地下车站。车站大致呈东西走向，有2个侧式站台和1个岛式站台，4条轨道。该车站属于法兰西岛通勤铁路车站，不与法国国家铁路网相连。
楠泰尔省府站位于大区快铁A线上，是普瓦西站/塞尔吉高地站和圣日耳曼昂莱站在分界前的最后一站。所有向西运行的列车在运行至此时均会广播："请注意，本次列车开往XXX，将停靠所有站点（或"不停靠XXX、XXX"）"（法語：Attention, Ce train est à direction de XXX, il desservira toutes les gares/il ne desservira pas XXX）

## 停靠线路
以下列车线路在楠泰尔省府站停靠：
| 楠泰尔省府站列车线路表 （页面存档备份，存于） （区域线路） |                         |           |          |                        |
| 起点                                                       | 上一站                  | 线路      | 下一站   | 终点                   |
| 塞尔吉高地                                                 | 乌耶-塞纳河畔卡里耶尔站 | [T] · (A) | 拉德芳斯 | 托尔西/马恩拉瓦莱-谢西 |
| 圣日耳曼昂莱/吕埃-马尔迈松                                 | 楠泰尔大学              | [T] · (A) | 拉德芳斯 | 布瓦西圣莱热           |

## 配套交通

### 市内交通
| 楠泰尔省府站附近的市内公共交通线路 |                  | |
| 公交车站名称                       | 位置             | 停靠线路 |
| Nanterre Préfecture RER            | 楠泰尔省府站东侧 | - 巴黎城市公共交通 - 160路：楠泰尔省府站 ↔ 塞夫尔桥站 - 163路：尚佩雷门站 ↔ 吕埃-马尔迈松-吕埃城 - 259路：楠泰尔-阿纳托尔·法朗士 ↔ 圣日耳曼昂莱站 - 560路：人权 ↔ 平田-罗谢 - - N53路：巴黎圣拉扎尔站 ↔ 楠泰尔大学站 |
| 1.                                 |                  | |

## 临近车站
| 楠泰尔省府站（Gare de Nanterre-Préfecture） |             |                         |
| 上行车站                                    | 线路        | 下行车站                |
| 拉德芳斯站                                  | 大区快铁A线 | 楠泰尔大学站            |
| 拉德芳斯站                                  | 大区快铁A线 | 乌耶-塞纳河畔卡里耶尔站 |